# Macrognathus guentheri
Macrognathus guentheri és una espècie de peix pertanyent a la família dels mastacembèlids.

## Descripció
- Fa 26 cm de llargària màxima (normalment, en fa 20).[6][7]

## Hàbitat
És un peix d'aigua dolça, bentopelàgic i de clima tropical.

## Distribució geogràfica
Es troba a Àsia: l'Índia.

## Observacions
És inofensiu per als humans.